# Chris Kläfford
Christoffer Kläfford (10 de abril de 1989) es un cantante y guitarrista sueco, nacido en Ramsberg, Suecia.

## Carrera profesional
Kläfford comenzó su carrera musical actuando durante 10 años en pequeños bares. Pero en 2017, Kläfford ganó la decimotercera temporada de Idol (Suecia) . Kläfford ha conseguido en total colocar tres sencillos entre los cinco primeros en la radio nacional en un solo año y cosechar más de 35 millones de reproducciones, ventas de platino y conciertos con entradas agotadas. Es el único ganador de Idol que ha tenido  sencillos que han sido tanto el n.º 1 como el n.º 7 en reproducciones al mismo tiempo en Suecia. En el verano de 2018, se embarcó en una gira de 50 espectáculos en Suecia. En 2019, Kläfford realizó una gira por Suecia junto con la banda Gyllene Tider en su gira de despedida.
Kläfford ha participado en la temporada 14 de America's Got Talent, transmitida en 2019, donde su primera elección de canción fue " Imagine" de John Lennon, que también cantó en la final de Idol . Su interpretación de "Imagine" es uno de los videos más vistos en su canal de YouTube. Sin embargo, fue eliminado en las semifinales.

## Discografía

### Reproducciones Extendidas (EP)
| Título            | Detalles                                                                                                  | Puesto pico |
| Título            | Detalles                                                                                                  | SUE         |
| ----------------- | --- | ----------- |
| Treading Water EP | - Lanzamiento: 15 de diciembre de 2017 - Discográfica: Universal Music AB - Formato: Descarga digital, CD | 3           |
| Something Like Me | - Lanzamiento: 31 de mayo de 2019 - Discográfica: Universal Music AB - Formato: Descarga digital          | —           |
| Legacy (acústica) | - Lanzamiento: 26 de febrero de 2021 - Discográfica: Universal Music AB - Formato: Descarga digital       | —           |

### Sencillos
| Título                     | Año  | Puesto Pico | Álbum                 |
| Título                     | Año  | SUE         | Álbum                 |
| -------------------------- | ---- | ----------- | --------------------- |
| " Treading Water "         | 2017 | 3           | Treading Water EP     |
| "What Happened to Us"      | 2018 | —           | (Sencillos sin álbum) |
| "Sober"                    | 2018 | —           | (Sencillos sin álbum) |
| "Sick"                     | 2018 | —           | (Sencillos sin álbum) |
| "Cold at the Altar"        | 2019 | —           | Something Like Me     |
| "If Not with You, for You" | 2019 | —           | Something Like Me     |
| "Lost Someone"             | 2020 | —           | (Por Anunciar)        |
| "Remember When"            | 2020 | —           | (Por Anunciar)        |
| "Chasing Heartaches"       | 2021 | —           | (Por Anunciar)        |

### Otras canciones registradas
| Título               | Año  | Posiciones pico en el gráfico | Álbum             |
| Título               | Año  | SUE                           | Álbum             |
| -------------------- | ---- | ----------------------------- | ----------------- |
| " Imagine "          | 2017 | 8                             | Treading Water EP |
| " Wicked Game "      | 2017 | —                             | Treading Water EP |
| " Take Me to Churc " | 2017 | —                             | Treading Water EP |